# Michelle Cameron
Michelle A. Cameron-Coulter (Calgary, 28 de dezembro de 1962) é uma nadadora sincronizada canadiana, campeã olímpica.

## Carreira
Michelle Cameron representou seu país nos Jogos Olímpicos de 1988, ganhando a medalha de ouro no dueto em 1988, com a parceira Carolyn Waldo. 